# Presqu'île de la Villeneuve
La presqu'île de la Villeneuve est un site naturel de Séné (Morbihan), entre le golfe du Morbihan et l'anse de Mancel.

## Géographie
Longue d'environ 910 mètres, sur 360 mètres dans sa plus grande largeur, la presqu'île de la Villeneuve s'étend dans l'axe nord-ouest sud-est dans le prolongement de la pointe du Bill. Son altitude maximale est de 20 mètres.

### Littoral
Le littoral bordant le golfe du Morbihan, au sud-ouest, est rocheux et sablonneux, avec deux plages principales, les plages de Montsarrac. Le rivage du côté de l'anse de Mancel, au nord-est, est bas et marécageux.

### Végétation
Une grande partie de la presqu'île est occupée par une pinède composée essentiellement de pins de Monterey. Le reste est constitué de prés, de landes et de marais.

## Occupation

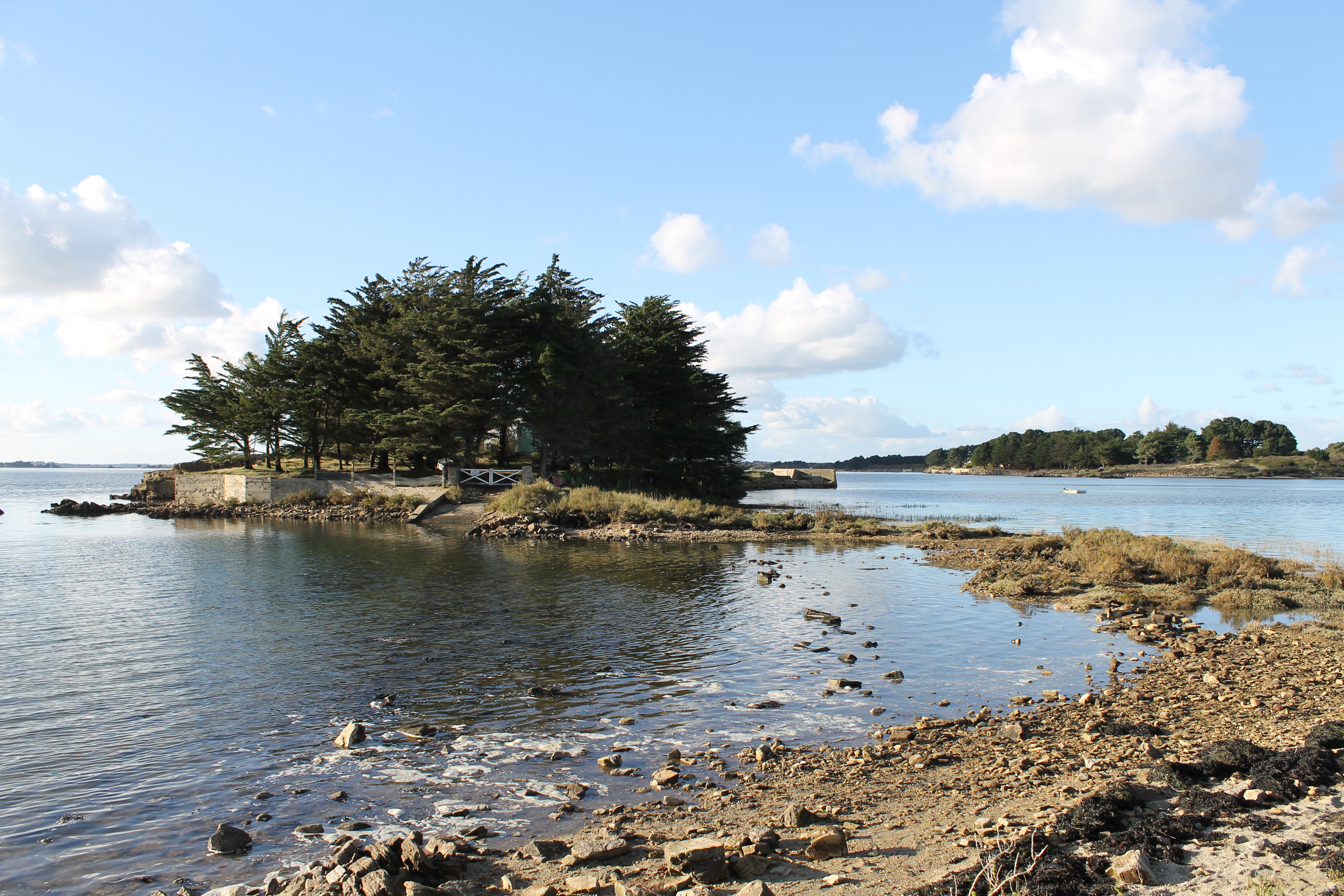
L'îlet Béchit, dans le prolongement de la presqu'île

Dans la partie sud-est de la presqu'île se situe la ferme de la Villeneuve. Les bâtiments entourent une cour carrée fermée, à l'image des fermes du Nord de la France. La ferme est localisée sur une carte dès 1912 ; en 1927, elle est nommée sur un plan : la « Ferme Neuve ». 
Son exploitation participe à la mise en valeur de l'anse de Mancel qui restera endiguée jusqu'en 1937. Une première digue reliait la presqu'île de la Villeneuve à l'île Béchit ; une seconde digue reliait cette dernière à la pointe du Bill. En 1925, une première tempête ouvre une brèche de 20 mètres dans la digue. Celle-ci est détruite totalement en 1937 par une seconde tempête. La destruction des digues fait disparaître les polders qui sont à nouveau envahis par la mer.